# Capparis brassii
Capparis brassii är en kaprisväxtart som beskrevs av Dc. Capparis brassii ingår i släktet Capparis och familjen kaprisväxter. Inga underarter finns listade i Catalogue of Life.